# Ácido lisérgico

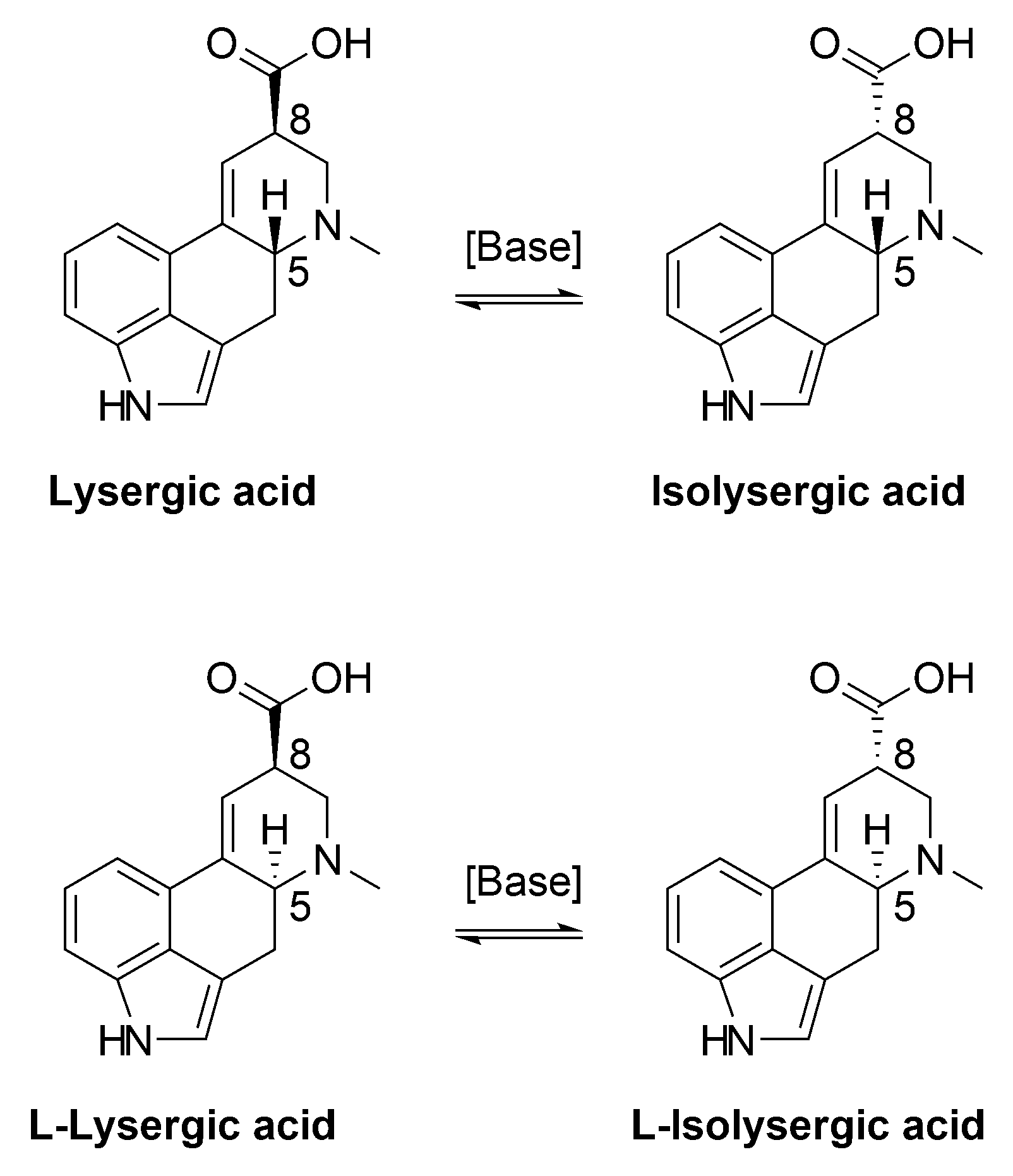
Estruturas químicas dos isómeros do ácido lisérgico

Ácido lisérgico, também conhecido como ácido D-lisérgico ou ácido (+)-lisérgico, é um percursor para um grande grupo de alcalóides da ergolina que são produzidos pelo fungo esporão do centeio e algumas plantas. As amidas do ácido lisérgico, lisergamidas, são largamente usadas como fármacos e como drogas psicodélicas (LSD). O ácido lisérgico é usualmente produzido por hidrólise de lisergamidas, mas pode ser sintectizado em laboratório por uma síntese total complexa.
O ácido lisérgico monoidrato cristaliza em lâminas sextavadas muito finas quando cristalizado em água. O ácido lisérgico monoidrato, quando seco (140 °C at 2 mmHg) forma o ácido lisérgico anidro. O ácido lisérgico é um composto quiral com dois estereocentros. O isómero com configuração invertida no átomo de carbono 8 que fecha o grupo carboxi é chamado ácido isolisérgico. A inversão no carbono 5 fecha o átomo de nitrogénio conduzindo ao ácido L-lisérgico e ácido L-isolisérgico, respectivamente. O ácido lisérgico é listado como um precursor na Convenção das Nações Unidas Contra Tráfico Ilícito em Drogas Narcóticas e Substâncias Psicotrópicas.